# Jessica Parra
Jessica Marcela Parra Rojas (Bogotá, 10 de agosto de 1995) es una ciclista profesional colombiana de pista y ruta. Actualmente corre para el equipo mexicano Pato Bike BMC Team de categoría amateur.

## Trayectoria
Jessica ha sido una destacada ciclista de pista y ha obtenido importantes victorias en la categoría júnior, entre las que se destaca el Campeonato Mundial Juvenil en Pista en Scratch obtenido en Escocia en 2013, el Campeonato Panamericano Juvenil de Ruta en Contrarreloj Individual en 2012, y el Campeonato Colombiano Juvenil de Ruta en Contrarreloj Individual en 2013.

## Palmarés en pista

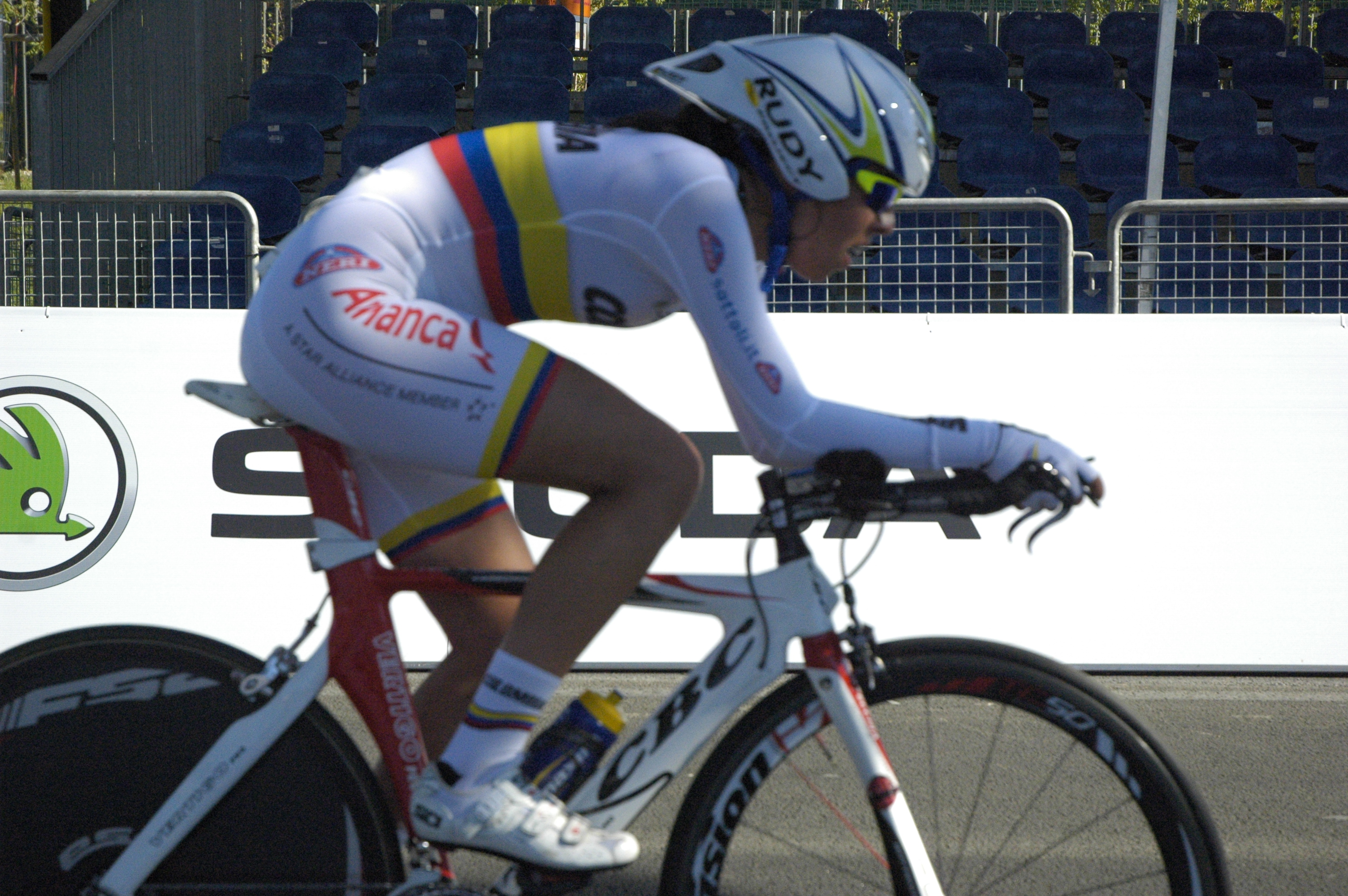
Jessica Parra en el Campeonato Mundial Juvenil en Pista en Scratch obtenido en Escocia en 2013

| 2013 - Campeonato de Colombia de Pista - Oro en Persecución por equipos - Oro en Persecución individual - Plata en Carrera por puntos - Plata en Scratch - Juegos Bolivarianos - Plata en Persecución por equipos - Bronce en Persecución individual 2014 - Juegos Centroamericanos y del Caribe - Bronce en Persecución por equipos - Campeonato de Colombia de Pista - Oro en Scratch 2015 - Campeonato de Colombia de Pista - Oro en Persecución por equipos 2016 - Campeonato de Colombia de Pista - Oro en Persecución por equipos - Plata en Carrera por puntos 2017 - Campeonato de Colombia de Pista - Oro en Persecución por equipos - Plata en Persecución individual - Juegos Bolivarianos - Oro en Persecución por equipos - Oro en Carrera por puntos - Plata en Persecución individual | 2018 - Campeonato de Colombia de Pista - Oro en Persecución por equipos - Juegos Suramericanos - Oro en Persecución por equipos - Oro en Madison o Americana (junto con Milena Salcedo) - Juegos Centroamericanos y del Caribe en Pista - Plata en Persecución por equipos (junto con Milena Salcedo, Serika Gulumá, Lorena Colmenares y Yesi Dueñas) - Bronce en Madison (junto con Milena Salcedo) 2019 - Juegos Panamericanos - Bronce en Persecución por Equipos - Juegos Deportivos Nacionales - Oro en Persecución por equipos - Bronce en Persecución individual - Bronce en Carrera por puntos |  |

## Palmarés en ruta
2017
- Campeonato Panamericano de Ciclismo
  -  Bronce en Contrarreloj Individual sub-23

2019
- 2.º en el Campeonato de Colombia de Ciclismo en Ruta

2025
- Vuelta Femenina a Guatemala

## Resultados en Grandes Vueltas y Campeonatos del Mundo
Durante su carrera deportiva ha conseguido los siguientes puestos en las Grandes Vueltas femeninas y en los Campeonatos del Mundo en carretera:
| Carrera              | 2018 |
| -------------------- | ---- |
| Giro de Italia       | Ab.  |
| Mundial en Ruta      | -    |
| Mundial Contrarreloj | -    |

-: no participa

Ab: abandono

X: ediciones no celebradas

## Equipos
- Aromitalia-Vaiano (2015-2016)
- Coldeportes-Claro (2017)
- Servetto-Stradalli Cycle (2018)
- Team Illuminate[3] (2020-2021)